# 小拉彭山

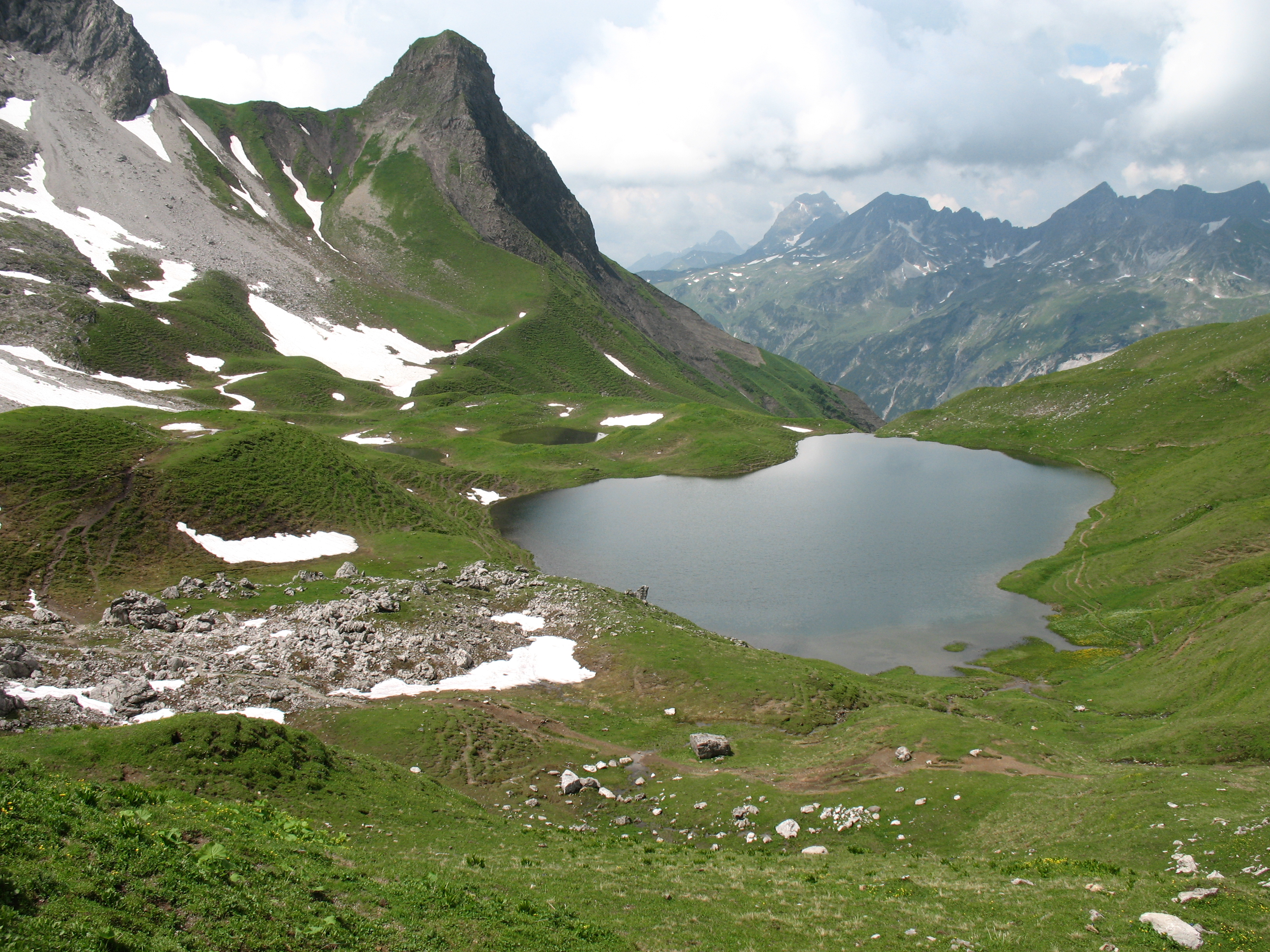

47°17′00″N 10°14′36″E / 47.28333°N 10.24333°E
小拉彭山（德語：Kleiner Rappenkopf），是德國的山峰，位於該國東南部，由巴伐利亞負責管轄，屬於阿爾高阿爾卑斯山脈的一部分，距離霍赫拉彭山0.2公里，海拔高度2,276米，每年平均降雨量1,730毫米。